# Арвил (Сена и Марна)
Арвил (фр. Arville (Seine-et-Marne)) је насељено место у Француској у региону Париски регион, у департману Сена и Марна.
По подацима из 2011. године у општини је живело 127 становника, а густина насељености је износила 11,23 становника/km².

## Демографија
| 1962. | 1968. | 1975. | 1982. | 1990. | 2011. |
| ----- | ----- | ----- | ----- | ----- | ----- |
| 164   | 145   | 120   | 117   | 117   | 127   |